# Zdenka Predná
Zdenka Predná (Banská Štiavnica, 31 marzo 1984) è una cantante slovacca.

## Biografia
Zdenka Predná è laureata in Ingegneria per l'Ambiente e il Territorio all'Università di Zvolen. Ha avviato la sua carriera di cantante partecipando alle audizioni per il talent show Slovensko hľadá Superstar, da cui verrà eliminata a due settimane dalla finale, il 1º aprile 2005, piazzandosi quarta. Lo stesso anno è uscito il suo album di debutto, Sunny Day, che ha ottenuto un disco d'oro per le oltre 5 000 copie vendute a livello nazionale e che ha fruttato alla cantante un premio Aurel per il migliore artista esordiente dell'anno. Il suo secondo album, intitolato Zdenka Predná e uscito nel 2007, è stato anticipato dal tormentone Keď to nejde, che ha trascorso sei settimane non consecutive in vetta alla classifica slovacca.

## Discografia

### Album in studio
- 2005 – Sunny Day
- 2007 – Zdenka Predná
- 2009 – Srdce z bubliny
- 2013 – Amulet

### Singoli
- 2005 – Len ty smieš
- 2006 – Vietor (feat. Tina)
- 2006 – Vody sú pomalé
- 2007 – Keď to nejde
- 2007 – Ponad maky
- 2008 – Kam má ísť?
- 2008 – Máš sa rád
- 2009 – Srdce z bubliny
- 2009 – Odkiaľ viem
- 2010 – Na povrázku
- 2010 – Krásne dni
- 2013 – Walk in My Shoes
- 2014 – Dýcham